# 廿日会祭の稚児舞
廿日会祭の稚児舞（はつかえさいのちごまい）は、静岡県静岡市葵区に伝わる民俗芸能の稚児舞。国の重要無形民俗文化財。

## 概要
旧暦の2月20日、静岡浅間神社の廿日会祭例大祭（旧お会式）で演じられる舞で、現在は4月5日に行われる。お踟(ねり=山車)とともに市内を巡行してきた稚児が神社に到着すると大祭が執り行われ稚児舞が奉納される。伝承されている舞は、振舞、納曽利、安摩、還城楽、太平楽の5段である。尚、明治以降に萬歳楽、延喜楽は廃絶した。
4月5日午前11時に、隔年で七間町の別雷神社又は紺屋町の小梳神社を輿に乗った稚児の行列が山車屋台を従えて出発、正午に神社に到着すると稚児の前で練物、余興が披露され、15時半ごろ舞殿において稚児舞楽が奉納される。
貴重な民俗芸能でもあり静岡県の無形民俗文化財に指定されたのち、2022年（令和4年）に国の重要無形民俗文化財に指定されている。

## 歴史
その歴史は古く、戦国時代の公家山科言継が、稚児舞を見物したと『言継卿記』に記している。言継は弘治2年(1556)9月、義理の叔母にあたる寿桂尼(今川義元生母)のもとをたずね、翌3年3月までの半年間駿府に滞在し、弘治3年2月22日に寿桂尼より酒肴を賜って浅間神社の稚児舞を見学している。
この稚児舞は現在の静岡市葵区建穂にあった建穂寺(明治初年廃寺)に伝わった舞で、建穂寺より浅間神社に出向いて奉納する習わしであった。建穂寺は秦氏の氏寺として白鳳13年(684)に建立された寺院で、浅間神社には秦氏の氏神を祀った賎機(しずはた)神社が鎮まっていたという。また建穂寺の稚児舞は大阪の四天王寺から伝わったとする伝承もあり、四天王寺舞楽が秦河勝の子孫が掌ったといわれているので、この関係からも相当古い時代にすでに両社寺で舞われていたと推察される。
現在は徳川家康奉納の稚児舞として有名だが、これは戦国時代に今川家滅亡とともに衰退したものを、家康が大御所として駿府入城の折、先例にならって建穂寺からの奉納を復活させたもので、以降この舞を舞う稚児は幕臣の子弟から選ばれ、建穂寺から浅間神社へ向かう稚児の行列は、与力・同心などの警護が付き、大名行列並み(10万石相当)の格式が与えられた。また駿府城外堀には加番などの役人が高張提灯を建てて警護にあたり、江戸幕府庇護のもと盛大に行われるようになった。
舞楽装束・楽器・太刀などは慶長年間家康上覧の折に下賜された。稚児の天冠には桜と山吹の枝を挿し、額には白粉にて月形を付け、葵紋付きの舞楽装束で舞う。額の月形は星の位を表すとされ、稚児が人知を超越した存在であることを示す。江戸時代は舞が終了すると「花納めの儀」と称して、天冠の桜・山吹は飛脚にて江戸城内に運ばれ、舞の終了を報告したという。